# Bob Einstein
Bob Einstein, właśc. Stewart Robert Einstein (ur. 20 listopada 1942 w Los Angeles, zm. 2 stycznia 2019 w Indian Wells) – amerykański aktor, komik i scenarzysta programów telewizyjnych. Starszy brat aktora Alberta Brooksa.

## Życiorys
Karierę zawodową rozpoczął pod koniec lat 60. od współtworzenia scenariusza komediowego show telewizyjnego The Smothers Brothers Comedy Hour, emitowanego przez CBS, co przyniosło mu Nagrodę Emmy. W programie tym okazjonalnie sam odgrywał rolę oficera Judy’ego. Na początku lat 70. był autorem scenariusza blisko 60 odcinków The Sonny & Cher Comedy Hour z Sonnym Bono i Cher.
Wykreował i odgrywał rolę Super Dave’a Osborne’a, fikcyjnego kaskadera. Postać ta występowała w różnych telewizyjnych programach rozrywkowych, m.in. w The John Byner Comedy Hour, Bizarre, Late Night with David Letterman. Przez kilka lat grał tego bohatera w swoim własnym show Super Dave, realizowanym m.in. przez telewizję Showtime. Wyprodukował również kreskówkę Super Dave: Daredevil for Hire z udziałem tej postaci.
Między 2005 a 2009 grał gościnnie w sitcomie Pohamuj entuzjazm, wystąpił też w kilku odcinkach serialu Bogaci bankruci. Pojawił się także w filmie Ocean’s Thirteen, grając rolę agenta Bobby’ego Caldwella.